# Grivoletta
La Grivoletta (3.514 m s.l.m.) è una montagna del Massiccio del Gran Paradiso in Valle d'Aosta.

## Caratteristiche

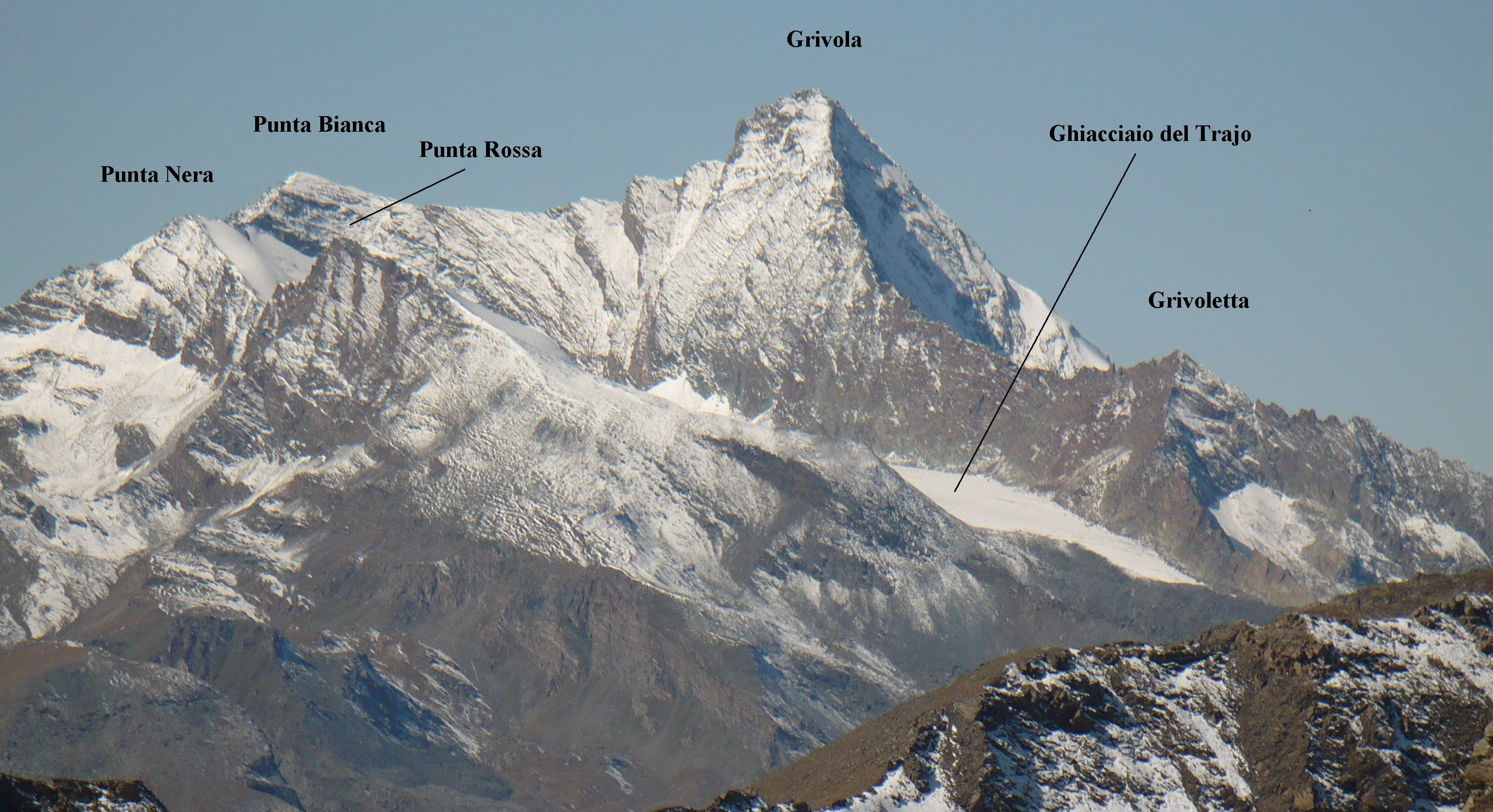
Indicazione delle montagne intorno alla Grivoletta.

La montagna si trova a nord-est della più alta ed importante Grivola.
Una cresta unisce la Grivoletta fino alla Grivola. Su questa cresta è collocato il Bivacco Mario Balzola (3.477 m).
La montagna ad ovest delimita il ghiacciaio del Trajo mentre al est quello del Nomenon.